# Maksim Sorokin
Maksim Iljicz Sorokin, ros. Максим Ильич Сорокин (ur. 22 stycznia 1968, zm. 30 czerwca 2007 w pobliżu Elisty) – rosyjski szachista, arcymistrz od 1992 roku, w latach 1998–2002 reprezentant Argentyny.

## Życiorys
Pierwsze znaczące sukcesy zaczął odnosić pod koniec lat 80. XX wieku. W 1989 roku podzielił II miejsce w Soczi, rok później zdobył w Mińsku brązowy medal w mistrzostwach Związku Radzieckiego do lat 26, a w 1991 zajął III miejsce w mistrzostwach Rosyjskiej Republiki Socjalistycznej. W tym samym roku zdobył dwa złote medale na drużynowych mistrzostwach świata do lat 26 w Marindze (wraz z drużyną ZSRR oraz indywidualnie na V szachownicy), podzielił również I miejsce w Biełgorodzie oraz wystąpił w ostatnim finale mistrzostw ZSRR, rozegranym w Moskwie. W 1992 podzielił II miejsce (wraz z m.in. Siergiejem Rublewskim) w Ostrawie, natomiast w 1993 triumfował (wraz z m.in. Oscarem Panno) w San Fernando oraz zajął I miejsce w San Martín (przed m.in. Wasilijem Smysłowem). W 1996 zajął II miejsce (za Andrésem Rodríguezem) w Villa Ballester oraz podzielił IV miejsce (wraz z m.in. Jewgienijem Bariejewem i Wadimem Zwiagincewem) w mistrzostwach Rosji w Eliście. W 1997 podzielił I miejsce w Villa Martelli oraz zajął II miejsce (za Pablo Ricardim) w finałowym turnieju Clarin w Villa Gesell, sukces ten powtarzając rok później. W 1998 zadebiutował w indywidualnych mistrzostwach Argentyny (zdobywając brązowy medal) oraz triumfował w otwartym turnieju Boca Juniors w Buenos Aires. Kolejne sukcesy odniósł w roku 1999 dzieląc II miejsca w openach w Linares (z Aleksiejem Driejewem i Wiktorem Bołoganem) i Kalkucie (z Siergiejem Dołmatowem i Jaanem Ehlvestem) oraz w kołowym turnieju w Krasnodarze (wraz z Pawłem Tregubowem). W 2000 podzielił I miejsca w memoriale Michaiła Czigorina w Sankt Petersburgu oraz w Sangli. W kolejnych latach nie odnosił już tak znaczących sukcesów, jednakże wiele międzynarodowych turniejów kończył w ścisłej czołówce, m.in. w Kalkucie (2001, 7½/11), Dubaju (2002, 6/9), Sankt Petersburgu (2002, 6/9), Linares (2002, 6½/10), Bombaju (2003, 7/10), Uralsku (2003, 7/10), Cappelle-la-Grande (2004, 6/9), Salechardzie (2004, 7/9), Moskwie (2005, Aeroflot Open, 6/9), Linares (2005, 6½/9), Cappelle-la-Grande (2006 6/9), Tomsku (2006, 6/9), Czelabińsku (2006, 6/9) i Niżnym Tagile (2007, 6/9).
W roku 1998 wystąpił w barwach Argentyny na olimpiadzie szachowej w Eliście. Na I szachownicy rozegrał 13 partii, w których uzyskał 6½ pkt. W kolejnej olimpiadzie zgłoszony został ponownie na I szachownicy, ale nie rozegrał ani jednego pojedynku.
Na przełomie maja i czerwca 2007 był sekundantem Siergieja Rublewskiego w meczach pretendentów, rozegranych w Eliście.
Zmarł 30 czerwca 2007 roku w wyniki obrażeń odniesionych podczas wypadku samochodowego, któremu uległ kilka dni wcześniej na drodze pomiędzy Elistą a Wołgogradem.